# Сибо II де Клермон
Сибо II де Клермон (фр. Sibaud II de Clermont; или Сибуд фр. Siboud; род. около 1081 — 1160 или 1181) — французский аристократ, второй известный глава дома Клермон-Тоннер, барон Клермона. 

## Биография
Сибо II родился около 1081 года в семье Сибо I де Клермон и Аделаизы д’Альбон, возможно его мать была дочерью графа Гига III д’Альбона. Согласно некоторым источникам, он умер в 1181 году в возрасте ста одного года, но другие источники называют дату его смерти около 1160 года.
Известно, что в 1137 или 1139 году он сделал довольно большое пожертвование аббатству Откомб, также, предположительно, он сделал пожертвование в 1180 году, и то и другое предназначались для молитвы об упокоении его отца Сибо I.
В июне 1120 года он помог папе Каликсту II восстановить его папство, узурпированное Григорием VIII; в благодарность за это понтифик даровал ему право изобразить на гербе ключи святого Петра и папскую тиару.

## Брак и потомство
Скорее всего его женой была Эльвида де ла Шамбр. Информация об их потомстве противоречивая. Некоторые биографы указывают четырёх сыновей: Сибо, Гуго, Гийома и Жоффруа. Другие упоминают только двух сыновей, Гийома и Жоффруа.